# Jupiter (locomotiva)
A Jupiter (oficialmente denominada Central Pacific #60) foi uma locomotiva a vapor da classe 4-4-0 que entrou para a história como uma das duas locomotivas (a outra era conhecida como Union Pacific No. 119) a participar da Cúpula de 
Promontory durante a cerimônia do Golden Spike em comemoração a conclusão da Primeira Ferrovia Transcontinental.
A Jupiter foi construída em setembro de 1868 pela Schenectady Locomotive Works de Nova Iorque. A locomotiva, adquirida pela Central Pacific, entrou em operação em 20 de março de 1869.